# Bethune (Saskatchewan)
Bethune es un pueblo canadiense situado en la provincia de Saskatchewan.

## Superficie
Bethune tiene una superficie de 2,38 km².

## Demografía
En 2021, tenía 560 habitantes, una densidad poblacional de 235,7 hab./km², y 189 viviendas.